# Studio Alchimia

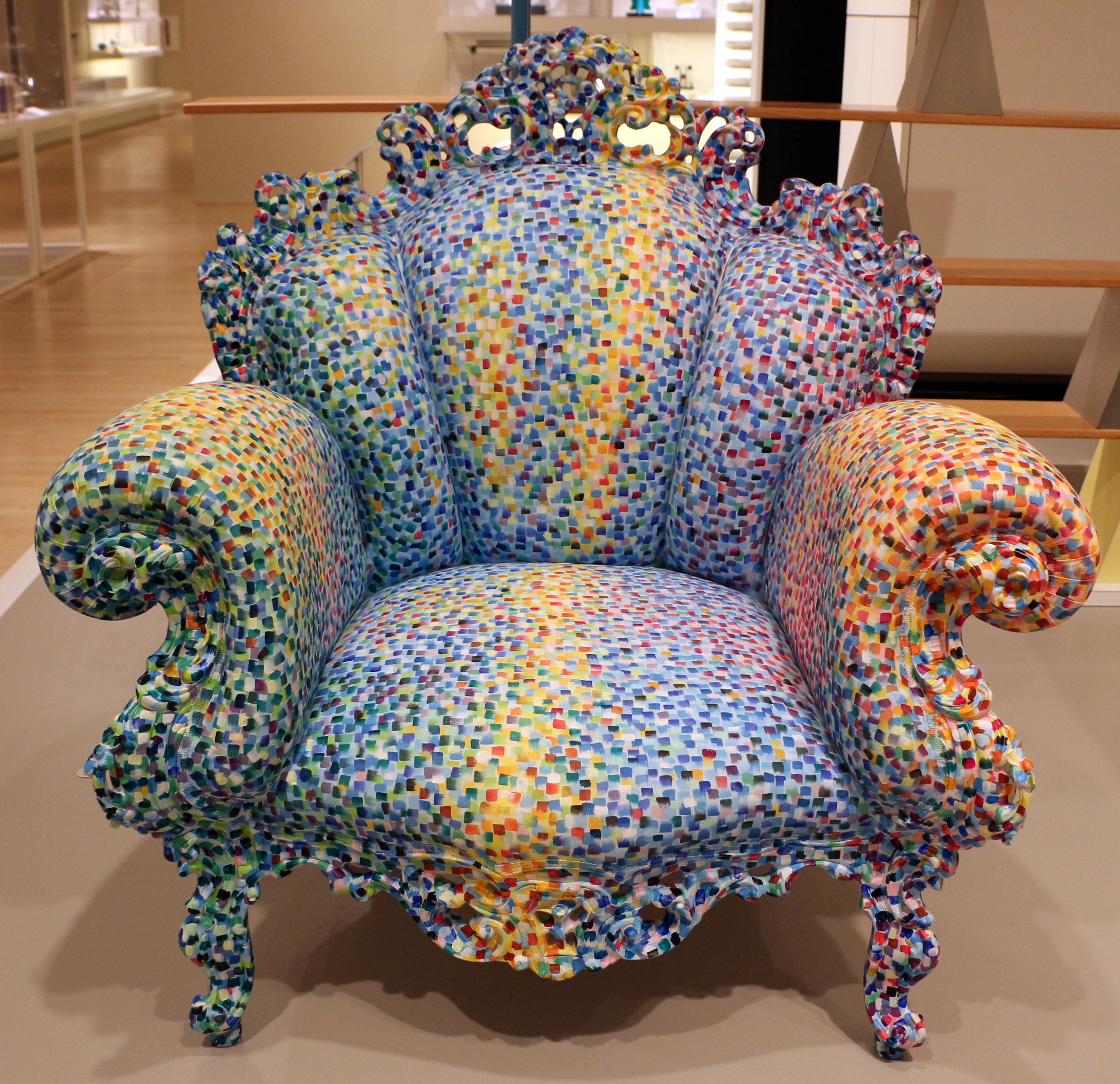
Sessel Proust, Alessandro Mendini für Studio Alchimia, 1978

Das Studio Alchimia wurde 1976 in Mailand von dem Architekten Alessandro Guerriero und seiner Schwester Adriana gegründet und ging aus der radikalen Bewegung der 1960er Jahre hervor.
Zunächst als Galerie und Labor für experimentelle und von den Beschränkungen des industriellen Designprozesses befreite Entwürfe geplant, entwickelte sich  Studio Alchimia zu einem einflussreichen Designstudio. Gemeinsam mit Alessandro Mendini entwickelte das Team um Alessandro Guerriero von 1978 bis 1981 Projekte, mit denen sie die unterschiedlichsten Beiträge von Designern wie Ettore Sottsass, Michele De Lucchi, Andrea Branzi, Paola Navone und  Robert und  Trix Haussmann verbanden. Alchimia verstand sich selbst als postradikales Diskussionsforum, distanzierte sich aber von einer politischen Stellungnahme.
Der Name wurde in Anlehnung an die mittelalterlichen Alchemisten, die versuchten, unedle Metalle in Gold oder Silber zu verwandeln, gewählt. Aus diesem Grund verwendete Alchimia bewusst günstige Materialien, wie Presspappe, Laminate und Sperrholz. Ziel des Designstudios war es, der emotionslosen, funktionalistischen Massenproduktion individuelle, sinnlich ansprechende Unikate entgegenzusetzen. Dabei spielte es keine Rolle, ob die Objekte zweckdienlich designt waren.
In den in Anspielung auf das Bauhaus ironisch betitelten Kollektionen Bau.Haus 1 und Bau.Haus 2 aus den Jahren 1978 und 1979 provozierte Alchimia mit von knallbuntem Kunststoff überzogenen Bauhaus- und Stilmöbeln. In den 1980er Jahren stand das Re-Design beziehungsweise Banal Design Mendinis' im Mittelpunkt Alchimias. Er re-designte klassische Möbel, z. B. Marcel Breuers Stuhl Wassily und versah sie mit schmückenden Ornamenten und Dekor. Ebenso verzierte er banale Konsumgüter, wie Kaufhauslampen oder Bügeleisen mit bunten Fähnchen, Zacken und Pfeilen oder gestaltete deren Oberflächen farblich und haptisch neu. Auch vorhandene Altmöbel wurden "alchimistisch" verändert und mit einer neuen Oberfläche oder Bezug veredelt. Beispiele hierfür sind Mendinis Sofa Kandissi oder der Sessel Proust.
Ende der 1970er und Anfang der 1980er Jahre galt Alchimia als international bedeutendste Designgruppe und war in zahlreichen Ausstellungen u. a. im Forum Design 1980 in Linz vertreten. 1981 verließ Ettore Sottsass die Gruppe und gründete die weniger konsumkritische Gruppe Memphis.
Auf der Internetseite Atelier Alchimia findet sich eine Liste sämtlicher Personen, die bei Alchimia gearbeitet oder mit Alchimia zusammengearbeitet haben.